# Arrondissement de Lennep
L'arrondissement de Lennep est un arrondissement du district de Düsseldorf de 1816 à 1929, initialement dans la province de Juliers-Clèves-Berg et à partir de 1822 dans la province de Rhénanie. Auparavant, le territoire du district faisait partie du duché puis du Grand-duché de Berg. Le chef-lieu de l'arrondissement est Lennep.

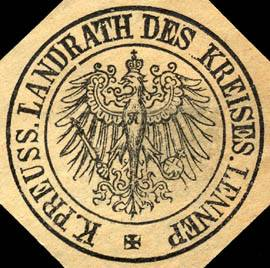
Cachet de l'administrateur de l'arrondissement

## Histoire
Le duché de Berg est cédé à la France en 1806 et Napoléon Bonaparte le transformé en Grand-duché de Berg sous son beau-frère Joachim Murat. Le grand-duché est dissous peu après la bataille de Leipzig. La plupart des parties du grand-duché reviennent à la Prusse lors du Congrès de Vienne. Avec les autres parties des possessions prussiennes sur les rives gauche et droite du Rhin, il forme la province de Juliers-Clèves-Berg, qui est fusionnée en 1822 avec le grand-duché du Bas-Rhin, également formée en 1815, pour former la province de Rhénanie.
Dans le cadre de cette réorganisation, l'arrondissement de Lennep est également créé en 1816. Il se compose au départ de huit mairies créées pendant l'époque française. En 1820, la mairie de Burg (de) située dans l'arrondissement de Solingen est intégrée dans l'arrondissement de Lennep. L'arrondissement est alors structuré comme suit : 
| Mairie              | Villes, paroisses, quartiers et grands quartiers |
| ------------------- | --- |
| Burg (de)           | Ville de Burg an der Wupper |
| Dabringhausen (de)  | Paroisse de Dabringhausen, Paroisse de Dhünn, Honnschaft Niederwermelskirchen |
| Huckeswagen         | Ville d'Hückeswagen et zone extérieure d'Hückeswagen avec les quartiers de Berghausen, Große, Herdingsfeld et Lüdorf                                                                                                 |
| Lennep              | Ville de Lennep, zone extérieure de Lennep |
| Lüttringhausen (de) | Ville de Lüttringhausen, Quartiers de Lüttringhausen, Honnschaft Garschagen avec Frielinghausen et Herbringhausen, Honnschaft Walbrecken, Honnschaft Hohenhagen, Flecken Beyenburg                                   |
| Radevormwald (de)   | Ville de Radevormwald, paroisse de Radevormwald avec Uelfe, Ispingrade, Heide, Herbeck, Honsberg, Önkfeld, Wönkhausen, Filde et Wellringgrade, paroisse de Remlinggrade avec Remlinggrade, Vorm Baum et Herkingrade. |
| Remscheid           | Ville de Remscheid, Birgden, Bliedinghausen, Ehringhausen, Stachelhausen, Schüttendelle, Reinshagen, Fürberg, Hasten, Siepen                                                                                         |
| Ronsdorf (de)       | Ville de Ronsdorf, zone extérieure de Ronsdorf avec Erbschlö, Holthausen, Scharpenack, Marscheid, Blombach, Hülsberg, Boxberg, Stall et Heidt                                                                        |
| Wermelskirchen (de) | Wermelskirchen, Fünfzehnhöfe |

En 1845, le Code communal de la province de Rhénanie confère le statut de commune à toutes les localités disposant d'un budget propre. Dans l'arrondissement de Lennep, seuls les mairies de Dabringhausen et de Wermelskirchen sont subdivisés en différentes communes ; les autres mairies ne forment chacune qu'une seule commune rurale ou urbaine. Les villes de l'arrondissement reçoivent le code des villes rhénanes dans les années 1850. Depuis, l'arrondissement se structure comme suit :
| Mairie               | Villes et communes                           |
| -------------------- | -------------------------------------------- |
| Burg (de)            | Burg an der Wupper                           |
| Dabringhausen (de)   | Dabringhausen, Dhünn, Niederwermelskirchen   |
| Hückeswagen-Ville    | Hückeswagen                                  |
| Hückeswagen-Campagne | Neuhückeswagen                               |
| Lennep               | Lennep                                       |
| Lüttringhausen (de)  | Lüttringhausen                               |
| Radevormwald (de)    | Radevormwald                                 |
| Remscheid            | Remscheid                                    |
| Ronsdorf (de)        | Ronsdorf                                     |
| Wermelskirchen (de)  | Dorfhonnschaft, Oberhonnschaft, Fünfzehnhöfe |

Dorfhonnschaft, Oberhonnschaft et Niederwermelskirchen fusionnent en 1873 pour former la commune de Wermelskirchen. Des parties de Niederwermelskirchen sont cédées à Dhünn et d'Oberhonnschaft à Remscheid. La même année, Wermelskirchen est élevée au rang de ville et la commune de Fünfzehnhöfe une mairie à part entière.
Le 1er janvier 1888, la ville de Remscheid quitte l'arrondissement en tant qu'arrondissement urbain. En 1906, la commune de Fünfefenhöfe est incorporée à la ville de Lennep. En 1920, Neuhückeswagen est incorporée à la ville de Hückeswagen.
En raison de la loi sur la réorganisation communale de la zone industrielle rhénane-westphalienne, l'arrondissement de Lennep est dissous le 1er août 1929 :
- Lennep est principalement incorporée dans la ville de Remscheid. Une partie est rattachée à Radevormwald.
- Lüttringhausen est en grande partie intégré à la ville de Remscheid. Beyenburg estséparé de Lüttringhausen et est intégré à la nouvelle ville indépendante de Wuppertal.
- Ronsdorf est incorporé dans la ville indépendante de Wuppertal.
- Burg an der Wupper, Dabringhausen, Dhünn, Hückeswagen, Radevormwald et Wermelskirchen sont rattachés au nouveau arrondissement de Solingen-Lennep (de), rebaptisé arrondissement de Rhin-Wupper (de) en 1931.

## Évolution de la démographie
| Année | Habitants | Source |
| ----- | --------- | ------ |
| 1819  | 44 639    | [ 7 ]  |
| 1825  | 48 970    | [ 8 ]  |
| 1835  | 57 291    | [ 8 ]  |
| 1871  | 82.123    | [ 9 ]  |
| 1880  | 94 351    | [ 9 ]  |
| 1890  | 73 044    | [ 10 ] |
| 1900  | 77 438    | [ 10 ] |
| 1910  | 85 316    | [ 10 ] |
| 1925  | 85 720    | [ 10 ] |

## Administrateurs de l'arrondissement
- 1816-1817 : Franz Joseph von Ritz (de)
- 1817-1824 : Friedrich Heydweiller (de)
- 1825-1866 : Emil von Bernuth (de)
- 1866 : –9999 Gustav Petersen (de)
- 1866-1882 : Lambert Rospatt (de)
- 1870–1871: Johann Daniel Fuhrmann (de)
- 1871–1872 : Walther Jentzsch (de)
- 1882-1899 : Richard Koenigs (de)
- 1900-1923 : Friedrich Hentzen (de)
- 1923 : –9999 Müller
- 1923-1929 : Ludwig Beckhaus (de)

## Archives
Des documents d'archives sur l'arrindissement de Lennep se trouvent dans les archives d'État de Rhénanie-du-Nord-Westphalie Département Rhénanie (de), fonds LA Lennep, dans les archives de l'arrondissement de Rhin-Berg, dans les archives de l'ancien arrondissement de Rhin-Wupper et dans les archives de la ville de Leverkusen.